# Marjan Dremelj
Marjan Dremelj, slovenski inženir kemije, * 7. junij 1933, Ljubljana.

## Življenje in delo
Diplomiral je 1960 na ljubljanski Fakulteti za naravoslovje in tehnologijo in prav tam 1982 tudi doktoriral, v obdobju 1962-88 je bil tam tudi zaposlen. Leta 1968 je začel sodelovati z Institutom Jožef Stefan ter v letih 1988-97 tam delal kot višji raziskovalec. Sodeloval je pri kemičnih raziskavah mineralnik, rečnih in odpadnih vod ter raznih vzorcev okolja; razvijal analizne metode za določevanje mikrogramskih in nanogramskih množin elementov. Sam ali v soavtorstvu je objavil več znanstvenih in stokovnih člankov.